# Braquemard

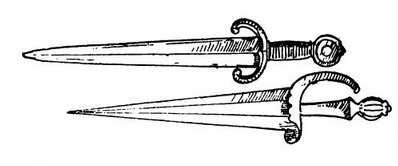
Illustration de braquemards, traité d',1885.

Le braquemard (aussi orthographié braquemart) est un couteau du Moyen Âge à lame longue et large à un tranchant, et parfois un court contre-tranchant.
Au XIVe siècle, ce mot désigne une épée courte, portée à la ceinture sur le ventre.

## Étymologie
Le mot « braquemard » apparaît au Moyen Âge et proviendrait du mot néerlandais Breecmes désignant un couteau qui serait destiné à hacher et à désherber. Celui-ci devait ainsi être robuste avec une lame courte, large et forte.
Le terme prend la signification d’épée dans la langue française grâce à Michel de Montaigne, dans le Journal du voyage en Italie. Cet auteur emploie le mot braquemart pour traduire l’épée des escrimeurs allemands, le messer ou le dussack.

Extrait : 

« Après disner nous fumes voir escrimer en une sale publicque où il y avoit une grand’presse, & païe-t-on à l’antrée, com’aus bâteleurs, & outre cela les sieges des bancs. Ils y tirarent au pouignard, à l’espée à deus mains, au bâton à deus bouts, & au braquemart ; nous vimes après des jeus de pris à l’arbaleste & à l’arc, en lieu encore plus magnifique qu'à Schafrousse. »

## Dans la culture populaire
Par extension, le mot a servi à désigner le pénis en argot.